# Palpomyia arkitensis
Palpomyia arkitensis är en tvåvingeart som beskrevs av Remm 1976. Palpomyia arkitensis ingår i släktet Palpomyia och familjen svidknott. Inga underarter finns listade i Catalogue of Life.